# Albert Raes
Albert Raes (Brugge, 21 februari 1932) is een gewezen Belgische magistraat en administrateur-directeur-generaal van het Belgische Bestuur van de Veiligheid van de Staat en Dienst Vreemdelingenzaken.

## Levensloop
Raes is de zoon van Firmin Raes, kaderlid bij 'La Brugeoise', medestichter van het Comité voor Initiatief Brugge en stichter-eredeken van de heropgerichte Rederijkerskamer der Weerde Drie Santinnen. Hij is getrouwd en heeft twee dochters.
Na zijn middelbare school aan het Sint-Lodewijkscollege (retorica 1951) studeerde hij aan de Katholieke Universiteit Leuven en promoveerde er tot doctor in de rechten. Zijn periode in Leuven viel samen met de schoolstrijd; Raes was actief in de studentenbetogingen.
In 1955 organiseerde hij een groots opgevat congres in Brugge van de Nouvelles Équipes Internationales (de vereniging van de christendemocratische partijen in Europa en de voorganger van de Europese Volkspartij) en van de Internationale Unie van Jonge Christen Democraten. Hij volbracht zijn legerdienst bij het Eerste Regiment Jagers te Paard en werd reserveofficier. Terug in Brugge werd hij aangesteld als gerechtelijk stagiair bij het parket.
Hij vervolgde met detacheringen op ministeriële kabinetten. Hij oefende functies uit als kabinetssecretaris, -adviseur of juridisch raadgever bij de ministers Albert De Gryse (PTT), Arthur Gilson (Binnenlandse Zaken), André Dequae (Financiën), Pierre Wigny (Justitie) en Paul-Willem Segers (Defensie). Ondertussen werd hij in 1961 vast benoemd in de magistratuur als substituut van de procureur des Konings in Kortrijk en in Brugge.

## Belgische Staatsveiligheid
In 1969 werd hij adjunct administrateur-generaal van de Belgische Openbare Veiligheid, bij Ludovic Caeymaex, die hij in 1977 opvolgde. Hij oefende de functie uit tot in 1990. Hij werd in de uitoefening hiervan gesteund door de opeenvolgende ministers van Justitie, meer bepaald door Alfons Vranckx (die hem benoemde), Herman Vanderpoorten, Renaat Van Elslande, Philippe Moureaux en vooral Jean Gol.
In 1968 was hij medeoprichter van de Club van Bern. Het betrof de periodieke confidentiële bijeenkomsten van de hoofden van een twaalftal Europese inlichtingendiensten, met inbegrip van de Zwitserse. Aldaar werden op strikt vertrouwelijke wijze meer gevoelige dossiers geëvalueerd. Raes was van 1977 tot 1990 onafgebroken de 'deken' van deze club.
In de jaren tachtig organiseerde hij, samen met zijn Nederlandse homoloog, nauwere samenwerking met de inlichtingsdiensten van de Scandinavische landen, met voor het eerst ook nauwe banden met de Finse diensten. Hij liet de vertegenwoordigers van deze diensten aansluiten bij de 'Club van Bern'. Hij introduceerde ook zijn Finse ambtsgenoot bij bevriende diensten in het Middellandse Zeegebied. Vanaf de jaren tachtig kwam aldus een liaison tot stand tussen de Finse en de Turkse inlichtingendiensten.
Onder zijn leiding zetten de Belgische inlichtingendiensten de strijd verder tegen wat als subversief werd aanzien, onder meer:
- De acties tegen de inlichtingendiensten van het Warschaupact, meer bepaald van de Sovjet-Unie, die in België, hoofdzetel van de NAVO en van de Europese Gemeenschap, zeer actief waren. In de jaren zeventig en tachtig werden meer dan vijftig van hun inlichtingenofficieren met hun netwerken diplomatiek of gerechtelijk geneutraliseerd.
- Belgische spionnen werden ontmaskerd. In 1983 werd Eugène Michiels, directeur bij het ministerie van Buitenlandse zaken gearresteerd. Eind 1984 werd Paul Vanderdonckt, Belgisch handelsattaché in Zuid-Korea gearresteerd. In 1988 was het de beurt aan luchtmachtkolonel Binet om te worden ontmaskerd door de militaire inlichtingsdiensten en tot twintig jaar gevangenisstraf te worden veroordeeld.
- Terroristen van de IRA werden op Belgisch grondgebied geïdentificeerd en vervolgd. Onder hen bevond zich de voormalige "father" Patrick Ryan (°1930) die, verrassend, door een Belgisch rechter niet naar het Verenigd Koninkrijk maar naar Ierland werd uitgeleverd, wat de woede van eerste minister Margaret Thatcher veroorzaakte.
- Terroristische cellen uit Syrië die op Belgisch grondgebied actief waren werden ontmanteld.
- Terroristen en wapensmokkelaars van de Baskische ETA, werden door de Belgische regering, als eerste in Europa, aan Spanje uitgeleverd.
- De Palestijnse terreurgroep van Aboe Nidal kreeg het smokkelvaartuigje Silco met onder meer vijf Belgische opvarenden van de familie Houtekint-Cats, als buit aangeboden door de toenmalige Libische zeemacht. De gegijzelden werden uiteindelijk gerepatrieerd, dankzij de Veiligheid van de Staat, in nauwe samenwerking met een vijftal bevriende buitenlandse inlichtingendiensten.

## Woelige jaren
Tijdens de jaren zeventig-tachtig kwam de Staatsveiligheid vaak in woelig vaarwater terecht. Bij herhaling werden aantijgingen van verkeerd functioneren geopperd, die echter nooit werden gestaafd.
- Een mineur maar jaren aanslepend probleem was dat van kleine extreemrechtse groepen zoals Front de la Jeunesse en Westland New Post, waarbij sommige mislukte manipulaties door informanten of door leden van de Veiligheid van de Staat in sommige media werden in vraag gesteld. Dit gaf aanleiding tot parlementaire onderzoeken.
- Een verwant probleem was dit van de Centre Politique des Inépendants et des Cadres (CEPIC), de rechtervleugel binnen de Franstalige vleugel van de Christelijke Volkspartij. Naar aanleiding van de parlementaire onderzoeken kwamen nota's naar boven, waarin werd gehandeld over de banden van de CEPIC met uiterst rechtse groepen. Hierbij werden de namen genoemd van minister van staat Paul Vanden Boeynants  en penningmeester baron Benoît de Bonvoisin.
- Raes werd daarop belaagd door baron Benoît de Bonvoisin (°1939), die hem ervan beschuldigde een agent van de KGB te zijn nadat deze, onterecht meende hij, hem als iemand van uiterst rechts had gebrandmerkt. De procedures die de Bonvoisin inspande, mondden alle uit op de buitenvervolgingstelling van Raes.

In een vonnis van 10 november 2009 veroordeelde de rechter twee personen (Eric Van de Weghe en Christian Amory), omdat ze aan de Bonvoisin vervalste documenten (onder meer een reeks brieven die zogenaamd afkomstig waren van leden van de geheime Sovjetdiensten) hadden verkocht waaruit moest blijken dat Raes een KGB-agent was. "Het is onbetwistbaar dat die vervalste documenten door de Bonvoisin aan de Belgische gerechtelijke en politie-overheden werden overgemaakt met het doel schade te berokkenen aan Albert Raes", stond in het vonnis. De Bonvoisin werd vooralsnog niet veroordeeld omdat hij het proces niet kon bijwonen, gehinderd door ernstige gezondheidsproblemen. Van de Weghe en Amory werden veroordeeld tot respectievelijk negen maanden en twee maanden cel en tot het storten van een schadevergoeding aan Raes.
- Aan de linkerzijde werd de Staatsveiligheid betrokken bij de betichtingen gericht tegen advocaat Michel Graindorge, die in 1979 werd gearresteerd, onder verdenking te hebben meegewerkt aan het ontsnappen van verschillende criminelen. De daaropvolgende jaren bestond een staat van oorlog tussen de Dienst en de advocaat.
- De Staatsveiligheid werd in verband gebracht met de brand die in 1981 werd aangestoken in het kantoor van het linkse weekblad Pour.
- Bij de linkse extremisten bevonden zich de Cellules Communistes Combattantes (CCC) van Pierre Carette (°1952), die na enkele bomaanslagen in 1984-1985, waarbij twee doden vielen en verschillende personen permanent verminkt werden, door toedoen van de Veiligheid van de Staat werden opgepakt en veroordeeld.
- Tegen het einde van de loopbaan van Raes werd gewag gemaakt van het ontstaan en het voortbestaan van de na de Tweede Wereldoorlog opgerichte Stay behind-groepen, die in de belangstelling waren gekomen als gevolg van het in de openbaarheid brengen in Italië van dezelfde geheime mobilisatie-blauwdrukken, die daar bestonden onder de codenaam 'Gladio'. Scheeftrekkingen die zich in Italië hadden voorgedaan, waren buitensporige, extreemrechtse schertsopvoeringen van dissidente personen, die nergens elders in Europa en wat Gladio zelf betreft, ook niet in Italië na talrijke gerechtelijke onderzoeken konden bewezen worden.

## Verdere loopbaan
In juni 1990 muteerde de toenmalige minister van Justitie Melchior Wathelet (1949) Raes, op zijn vraag. In de lange periode als administrateur-generaal had Raes politieke vijanden gemaakt. Er was onder meer het onderzoek dat door zijn diensten werd gedaan naar de fondsen voor ontwikkelingssamenwerking en de wapenleveringen naar het Zaïre van president Mobutu, waarvan bleek dat bedragen terechtkwamen bij een Belgische politieke partij die tot de regeringsmeerderheid behoorde. Raes werd, na zijn ontslag, benoemd tot adjunct-secretaris-generaal van het departement Justitie, een functie zonder werkelijke inhoud. 
De voorganger van Wathelet, Jean Gol, schreef dat dit gebeurde als gevolg van een mengeling van rancune en van beveiliging van het eigen imago met opoffering van deze grote dienaar van de Staat, die achtervolgd werd door op sensationele nieuwtjes beluste journalisten, door slachtoffers van de achtervolgingswaanzin, zo niet zelfs door criminelen.
Op 1 oktober 1993 verplichtte de Raad van State de minister ertoe om de voormalige administrateur directeur-generaal van de Openbare Veiligheid te benoemen in een functie met inhoud. Hij kwam aan het hoofd van de directoraten-generaal Wetgeving, Erediensten, Stichtingen en Legaten binnen het ministerie van Justitie, een functie die hij tot aan zijn pensioen in 1997 vervulde.

## Erefuncties
Raes zetelde in de Raad van Bestuur van het Carnegie Hero Fonds.
In 2000 werd hij honorair consul van Marokko in Brugge, met bevoegdheid over de Vlaamse provincies. Van 2001 tot 2011 was hij vicevoorzitter van het Belgisch consulair corps in West-Vlaanderen.
Hij is (ere)lid van de Fraternelle des agents parachutistes belges 1940-1945.

## Eretekens
- Commandeur in de Leopoldsorde (België)
- Commandeur in de Kroonorde (België)
- Grootlint in de Koninklijke Orde der Alaouieten (Marokko)
- Grootlint in de Orde van Burgerlijke Verdienste (Spanje)
- Grootofficier in de Orde van de Finse Leeuw (Finland)
- Grootofficier in de Orde van Verdienste (Italië)
- Grootofficier in de Orde van de Feniks (Griekenland)
- Grootofficier in de Orde van de Infant Dom Henrique (Portugal)
- Grootofficier in de Orde van Isabella de Katholieke (Spanje)
- Commandeur van het Legioen van Eer (Frankrijk)
- Commandeur in de Koninklijke Orde van de Poolster (Zweden)
- Commandeur in de Orde van Oranje-Nassau (Nederland)
- Commandeur in de Orde van de Heilige Schat (Japan)
- Commandeur in de Orde van Verdienste (Duitsland)